# Redfield Proctor Jr.

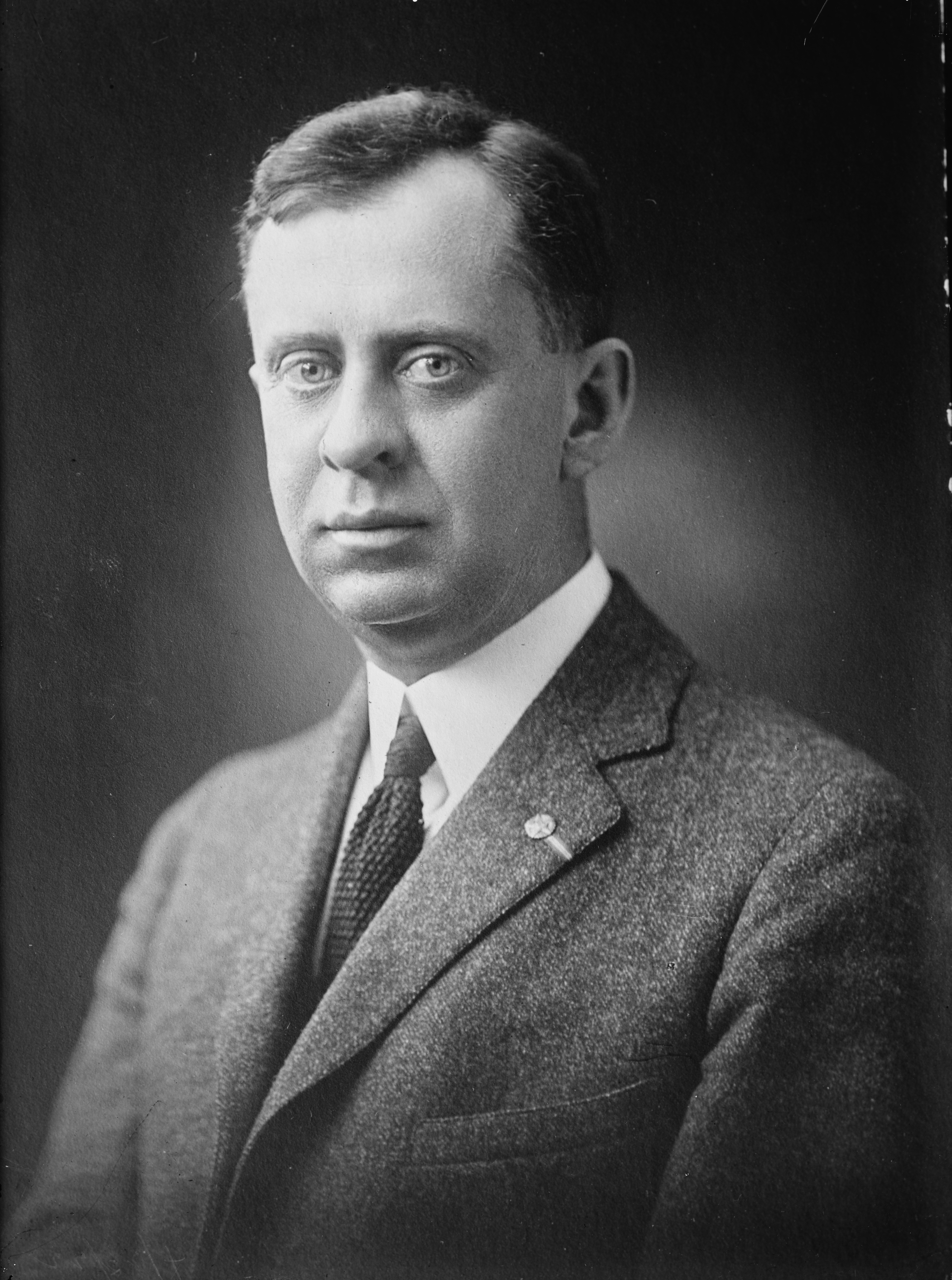
Redfield Proctor, Jr.

Redfield Proctor, Jr., född 13 april 1879 i Rutland County, Vermont, död 5 februari 1957 i Rutland County, Vermont, var en amerikansk republikansk politiker. Han var guvernör i delstaten Vermont 1923–1925. Han var son till Redfield Proctor och bror till Fletcher D. Proctor.
Proctor studerade maskinteknik vid Massachusetts Institute of Technology och anställdes av familjeföretaget Vermont Marble Company där han så småningom avancerade till vice verkställande direktör. I första världskriget tjänstgjorde Proctor i USA:s armé och befordrades till kapten.
Proctor efterträdde 1923 James Hartness som guvernör och han efterträddes två år senare av Franklin S. Billings. Efter den politiska karriären återvände Proctor till Vermont Marble Company, tjänstgjorde nu som verkställande direktör och därefter som styrelseordförande fram till år 1952. Han gravsattes på South Street Cemetery i Proctor.